# Democratic People's Party (Nigeria)
De Democratic People's Party (Nederlands: Democratische Volkspartij) is een conservatieve politieke partij in Nigeria die in 2006 werd opgericht als afsplitsing van de All Nigeria Peoples Party (ANPP) Een deel van de partij ging in 2013 op in het All Progressives Congress (APC).
De partij is voorstander van een vrije markteconomie, verbetering van het zorgstelsel en meer overheidsinvesteringen in het onderwijs. 
Attahiru Bafarawa was in 2007 presidentskandidaat voor de DPP en eindigde als vijfde met 0,82% van de stemmen.
Het logo van de partij is een ananas. (Externe afbeelding)